# Trakehner
Trakehner ("østpreusseren") er en tysk hesterace. Trakehneren er ædel og dog muskuløs. Den er en af verdens dyreste racer. Stambogen er lukket og racen kan kun suppleres med fuldblod – engelsk (xx), arabisk (ox) – og andre arabere. Den avles både til ridebanespringning og dressur. Trakehneren fås i farverne sort, skimmel, rød, brun og broget.
Hovedstutteriet Trakehnen i Østpreussen blev forladt i al hast i 2. verdenskrigs sidste tid. De reddede heste kom for en stor del til Slesvig-Holsten.
Det idelle stangmål er omkring 160-170 cm.